# Мем (буква)
Мем (ивр. מֵם‎) — тринадцатая буква еврейского алфавита. В иврите и идише обозначает звук [m].

Родственна финикийской букве 𐤌 мем,, и вместе с ней происходит от древнеханаанской и/или протосинайской буквы  (более поздний древнеханаанский вариант — ) с реконструированным значением «вода» и изображавшейся как пиктограмма воды. В свою очередь, эти буквы произошли от египетского иероглифа, обозначавшего воду: 
| N35 |

.
Одна из пяти букв с конечной формой: в конце слова выглядит как ם. Имеет числовое значение (гематрию) 40.

## Употребление
- Предлог מ־, обозначающий место, время, орудие, состоит только из этой буквы.

## Таблица кодов
| Кодировка    | Форма    | Десятичный код | Шестнадцатеричный код | Восьмеричный код | Двоичный код      |
| ------------ | -------- | -------------- | --------------------- | ---------------- | ----------------- |
| Юникод       | Обычная  | 1502           | 05DE                  | 002736           | 00000101 11011110 |
| Юникод       | Конечная | 1501           | 05DD                  | 002735           | 00000101 11011101 |
| ISO 8859-8   | Обычная  | 238            | EE                    | 356              | 11101110          |
| ISO 8859-8   | Конечная | 237            | ED                    | 355              | 11101101          |
| Windows-1255 | Обычная  | 238            | EE                    | 356              | 11101110          |
| Windows-1255 | Конечная | 237            | ED                    | 355              | 11101101          |